# Torneo di pallacanestro maschile NCAA Division I 1939
Il Torneo di pallacanestro maschile NCAA Division I 1939 si disputò dal 17 marzo al 27 marzo 1939. Si trattò della prima edizione del torneo.
Vinsero il titolo gli Oregon Ducks. Jimmy Hull degli Ohio State Buckeyes venne eletto Most Outstanding Player.

## Squadre
East
- Ohio State Buckeyes
- W.F. Dem. Deacons
- Brown Bears
- Villanova Wildcats

West
- Oregon Ducks
- Texas Longhorns
- Utah St. Aggies
- Oklahoma Sooners

## Risultati
|  | Quarti di finale | Quarti di finale    | Quarti di finale   |              |                     | Semifinali | Semifinali | Semifinali |  |  | Finale nazionale | Finale nazionale    | Finale nazionale |
|  |                  |                     |                    |              |                     |            |            |            |  |  |                  |                     |                  |
|  |                  | Ohio State Buckeyes | 64                 |              |                     |            |            |            |  |  |                  |                     |                  |
|  |                  | W.F. Dem. Deacons   | 52                 |              |                     |            |            |            |  |  |                  |                     |                  |
|  |                  | W.F. Dem. Deacons   | 52                 |              | Ohio State Buckeyes | 53         |            |            |  |  |                  |                     |                  |
|  |                  |                     |                    |              | Ohio State Buckeyes | 53         |            |            |  |  |                  |                     |                  |
|  |                  |                     | Villanova Wildcats | 36           |                     |            |            |            |  |  |                  |                     |                  |
|  |                  | Brown Bears         | Villanova Wildcats | 36           | 30                  |            |            |            |  |  |                  |                     |                  |
|  |                  | Brown Bears         |                    |              | 30                  |            |            |            |  |  |                  |                     |                  |
|  |                  | Villanova Wildcats  | 42                 |              |                     |            |            |            |  |  |                  |                     |                  |
|  |                  |                     |                    |              |                     |            |            |            |  |  |                  | Ohio State Buckeyes | 33               |
|  |                  |                     |                    | Oregon Ducks | 46                  |            |            |            |  |  |                  |                     |                  |
|  |                  | Oregon Ducks        | 56                 |              |                     |            |            |            |  |  |                  |                     |                  |
|  |                  | Texas Longhorns     | 41                 |              |                     |            |            |            |  |  |                  |                     |                  |
|  |                  | Texas Longhorns     | 41                 |              | Oregon Ducks        | 55         |            |            |  |  |                  |                     |                  |
|  |                  |                     |                    |              | Oregon Ducks        | 55         |            |            |  |  |                  |                     |                  |
|  |                  |                     | Oklahoma Sooners   | 37           |                     |            |            |            |  |  |                  |                     |                  |
|  |                  | Utah St. Aggies     | Oklahoma Sooners   | 37           | 39                  |            |            |            |  |  |                  |                     |                  |
|  |                  | Utah St. Aggies     |                    |              | 39                  |            |            |            |  |  |                  |                     |                  |
|  |                  | Oklahoma Sooners    | 50                 |              |                     |            |            |            |  |  |                  |                     |                  |

### Finale nazionale
| Arbitri: | Lyle Clarno John Getchell |

|               |            |              |
| Dick 13       | Punti      | 12 Hull      |
| Howard Hobson | Allenatori | Harold Olsen |

| Campione NCAA 1939     |
| ---------------------- |
| Oregon Ducks 1º titolo |

## Squadra vincitrice
|    | Naz.                   | Ruolo | Sportivo         |  |  |  |  |
| -- | ---------------------- | ----- | ---------------- |  |  |  |  |
| 11 | Stati Uniti (bandiera) |       | Matt Pavalunas   |  |  |  |  |
| 12 | Stati Uniti (bandiera) |       | Wellington Quinn |  |  |  |  |
| 13 | Stati Uniti (bandiera) |       | Ford Mullen      |  |  |  |  |
| 14 | Stati Uniti (bandiera) |       | George Andrews   |  |  |  |  |
| 15 | Stati Uniti (bandiera) |       | Red McNeely      |  |  |  |  |
| 16 | Stati Uniti (bandiera) |       | Toivvo Piippo    |  |  |  |  |
| 18 | Stati Uniti (bandiera) | A     | John Dick        |  |  |  |  |
| 20 | Stati Uniti (bandiera) | G     | Bobby Anet       |  |  |  |  |
| 22 | Stati Uniti (bandiera) | C     | Slim Wintermute  |  |  |  |  |
| 25 | Stati Uniti (bandiera) |       | Ted Sarpola      |  |  |  |  |
| 28 | Stati Uniti (bandiera) | A     | Laddie Gale      |  |  |  |  |
| 32 | Stati Uniti (bandiera) | G     | Wally Johansen   |  |  |  |  |
| 34 | Stati Uniti (bandiera) |       | Archie Marshik   |  |  |  |  |
| 36 | Stati Uniti (bandiera) |       | Earl Sandness    |  |  |  |  |
| 40 | Stati Uniti (bandiera) |       | Bob Hardy        |  |  |  |  |

- Allenatore: Howard Hobson
- Preparatore atletico: Bob Officer